# Équipe de France de football à la Coupe du monde 2018

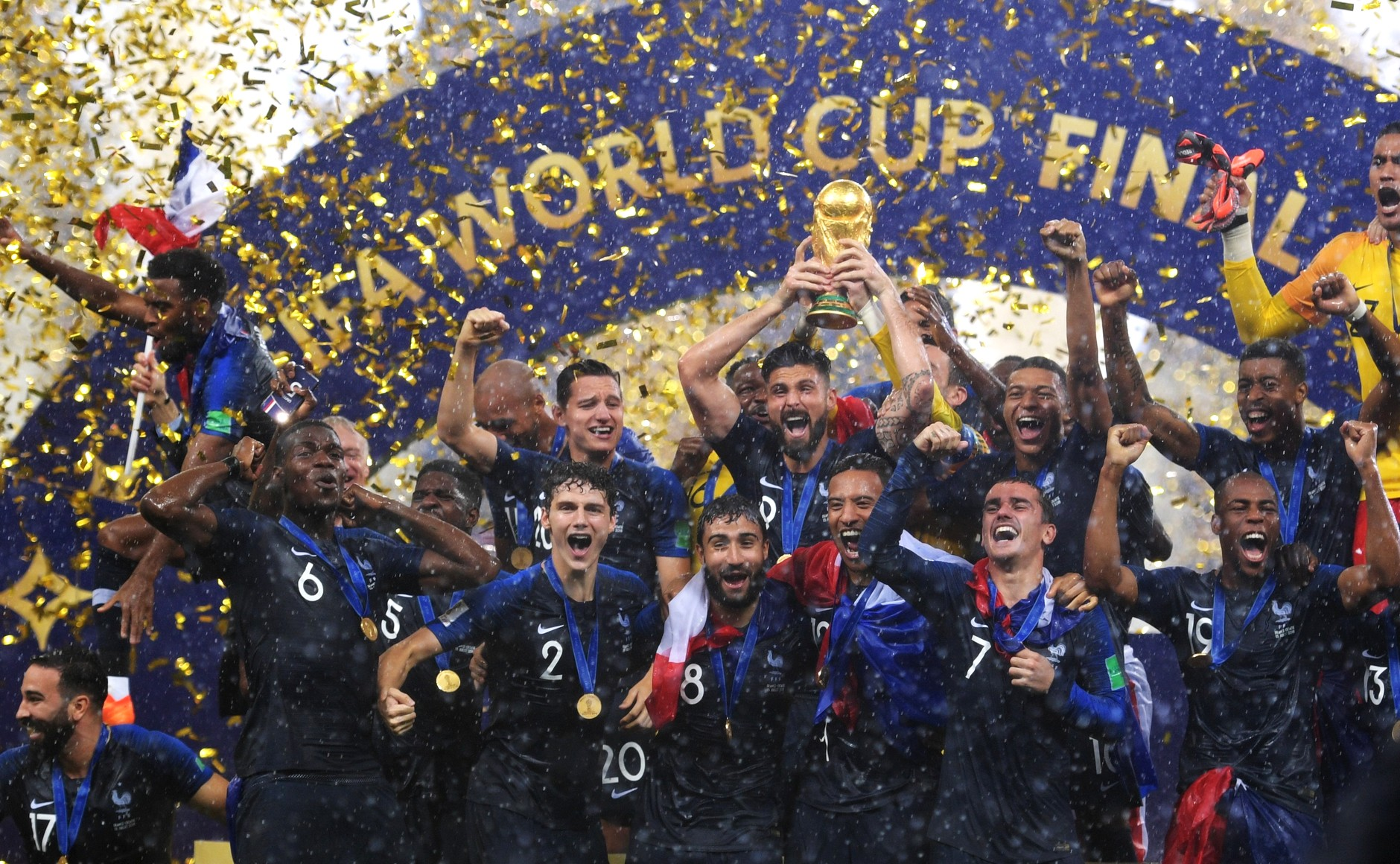
Sous la pluie, mais aussi les paillettes, les joueurs de l'équipe de France soulèvent le trophée.

Cet article relate le parcours de l’équipe de France de football lors de la Coupe du monde organisée en Russie du 14 juin au 15 juillet 2018, à l'issue de laquelle elle devient championne du monde.
Le 6 juillet 2018, en battant l'Uruguay en quart de finale 2-0 à Nijni Novgorod, l'équipe de France atteint l'objectif fixé au départ : être présente dans le dernier carré de la compétition. C'est la sixième demi-finale de l'histoire des Bleus (coupes du monde de 1958, 1982, 1986, 1998, 2006 et 2018).
Le 10 juillet, les joueurs se qualifient 1-0 face à la Belgique pour la finale de la Coupe du monde. Les Français sont la seule équipe à s’être qualifiée pour trois finales lors des six dernières éditions (en 1998, 2006 et 2018). Le 15 juillet, ils remportent la finale sur le score de 4 buts à 2 face à la Croatie, 20 ans après le titre mondial de la génération Zinédine Zidane.
La France est la première équipe depuis le Brésil en 2002, à traverser la phase à élimination directe de la Coupe du monde sans jouer de prolongations et la première à marquer quatre buts en finale depuis le Brésil en 1970. Didier Deschamps, capitaine lors de l'édition 1998 disputée en France, devient alors le troisième joueur de l'histoire à remporter la compétition la plus prestigieuse en tant que joueur et en tant que sélectionneur. Cette victoire permet à l'équipe de France de prendre la première place du classement mondial de la FIFA au 16 août 2018.

## Préparation de l'événement

### Contexte
Après un très bel Euro 2016, où elle perd en finale face au Portugal (défaite 1-0 après les prolongations), l'équipe de France se qualifie directement pour la Coupe du monde en terminant à la première place du Groupe A de la zone européenne, ce qui lui permet de disputer sa quinzième phase finale.

### Maillots
Pendant la Coupe du Monde 2018, l'équipe de France porte un maillot confectionné par l'équipementier Nike. Le maillot domicile comporte deux nuances de bleu, avec un ton plus clair sur les manches que la couleur présente sur le reste de la tenue. Le maillot extérieur est de couleur blanche avec un effet moucheté.

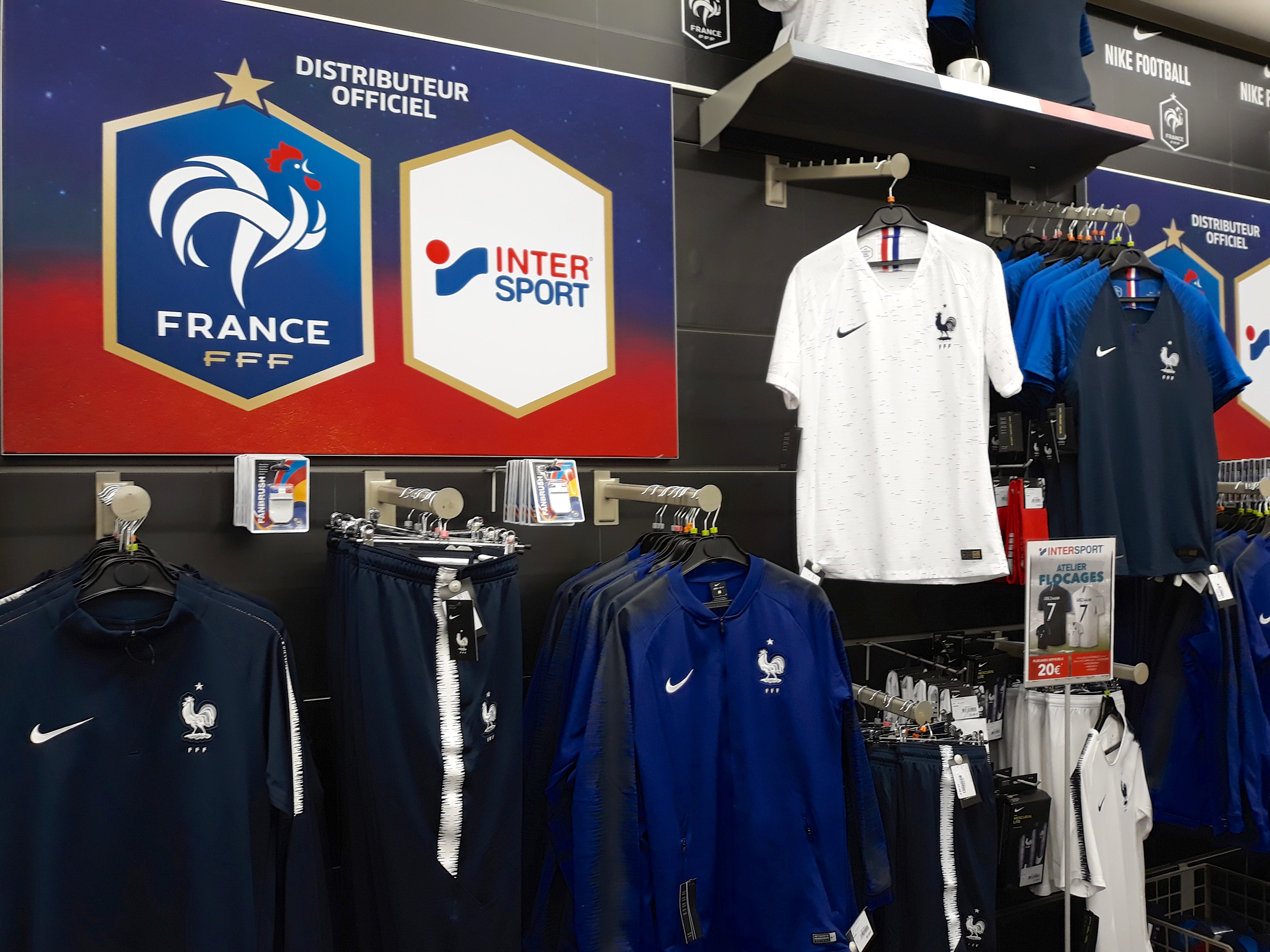
Tenues de l'équipe de France pour le Mondial 2018.

### Qualification

#### Groupe de qualification
Lors des éliminatoires pour la Coupe du monde 2018, les vice-champions d'Europe sont placés dans le groupe A avec pour principaux adversaires les Pays-Bas et la Suède. La France commence ces qualifications en faisant un match nul en Biélorussie (0-0) avant d'enchaîner quatre victoires consécutives face aux autres équipes du groupe. La phase retour des éliminatoires est plus compliquée, les Bleus s'inclinent d'abord en Suède en encaissant un but dans le temps additionnel de la seconde période à la suite d'un dégagement raté de Lloris. Ensuite, malgré une nette victoire face aux Pays-Bas (4-0), ils concèdent un match nul face à la modeste équipe du Luxembourg (0-0), une première depuis 1914. Finalement, l'équipe de France décroche son billet pour la Russie en remportant ses deux derniers matchs face à la Bulgarie (1-0) et la Biélorussie (2-1). L'équipe termine ainsi en tête de son groupe et se qualifie directement pour sa sixième Coupe du monde consécutive.
| Rang | Équipe      | Pts | J  | G | N | P | Bp | Bc | Diff |  | Résultats (▼ dom., ► ext.) |     |     |     |     |     |     |
| ---- | ----------- | --- | -- | - | - | - | -- | -- | ---- |  | -------------------------- | --- | --- | --- | --- | --- | --- |
| 1    | France      | 23  | 10 | 7 | 2 | 1 | 18 | 6  | +12  |  | France                     |     | 2-1 | 4-0 | 4-1 | 0-0 | 2-1 |
| 2    | Suède       | 19  | 10 | 6 | 1 | 3 | 26 | 9  | +17  |  | Suède                      | 2-1 |     | 1-1 | 3-0 | 8-0 | 4-0 |
| 3    | Pays-Bas    | 19  | 10 | 6 | 1 | 3 | 21 | 12 | +9   |  | Pays-Bas                   | 0-1 | 2-0 |     | 3-1 | 5-0 | 4-1 |
| 4    | Bulgarie    | 13  | 10 | 4 | 1 | 5 | 14 | 19 | -5   |  | Bulgarie                   | 0-1 | 3-2 | 2-0 |     | 4-3 | 1-0 |
| 5    | Luxembourg  | 6   | 10 | 1 | 3 | 6 | 7  | 25 | -18  |  | Luxembourg                 | 1-3 | 0-1 | 1-3 | 1-1 |     | 1-0 |
| 6    | Biélorussie | 5   | 10 | 1 | 2 | 7 | 6  | 21 | -15  |  | Biélorussie                | 0-0 | 0-4 | 1-3 | 2-1 | 1-1 |     |

| 1er match              | Biélorussie          | 0 – 0   | France |                                                                        |                                                                        |
| 6 septembre 2016 20h45 |                      | (0 – 0) |        | Borisov Arena, Borisov Spectateurs : 12 920 Arbitrage : Ovidiu Haţegan | Borisov Arena, Borisov Spectateurs : 12 920 Arbitrage : Ovidiu Haţegan |
| 6 septembre 2016 20h45 | Rapports : FIFA UEFA |         |        | Borisov Arena, Borisov Spectateurs : 12 920 Arbitrage : Ovidiu Haţegan | Borisov Arena, Borisov Spectateurs : 12 920 Arbitrage : Ovidiu Haţegan |

| 2e match             | France                                      | 4 – 1   | Bulgarie              |                                                                          |                                                                          |
| 7 octobre 2016 20h45 | Gameiro 23e 59e · Payet 26e · Griezmann 38e | (3 – 1) | 7e (pen.) Aleksandrov | Stade de France, Saint-Denis Spectateurs : 65 475 Arbitrage : Luca Banti | Stade de France, Saint-Denis Spectateurs : 65 475 Arbitrage : Luca Banti |
| 7 octobre 2016 20h45 | Rapports : FIFA UEFA                        |         |                       | Stade de France, Saint-Denis Spectateurs : 65 475 Arbitrage : Luca Banti | Stade de France, Saint-Denis Spectateurs : 65 475 Arbitrage : Luca Banti |

| 3e match              | Pays-Bas             | 0 – 1   | France    |                                                                           |                                                                           |
| 10 octobre 2016 20h45 |                      | (0 – 1) | 30e Pogba | Amsterdam ArenA, Amsterdam Spectateurs : 50 220 Arbitrage : Damir Skomina | Amsterdam ArenA, Amsterdam Spectateurs : 50 220 Arbitrage : Damir Skomina |
| 10 octobre 2016 20h45 | Rapports : FIFA UEFA |         |           | Amsterdam ArenA, Amsterdam Spectateurs : 50 220 Arbitrage : Damir Skomina | Amsterdam ArenA, Amsterdam Spectateurs : 50 220 Arbitrage : Damir Skomina |

| 4e match               | France                | 2 – 1   | Suède        |                                                                             |                                                                             |
| 11 novembre 2016 20h45 | Pogba 58e · Payet 65e | (0 – 0) | 54e Forsberg | Stade de France, Saint-Denis Spectateurs : 78 000 Arbitrage : Milorad Mažić | Stade de France, Saint-Denis Spectateurs : 78 000 Arbitrage : Milorad Mažić |
| 11 novembre 2016 20h45 | Rapports : FIFA UEFA  |         |              | Stade de France, Saint-Denis Spectateurs : 78 000 Arbitrage : Milorad Mažić | Stade de France, Saint-Denis Spectateurs : 78 000 Arbitrage : Milorad Mažić |

| 5e match           | Luxembourg           | 1 – 3   | France                                |                                                                                 |                                                                                 |
| 25 mars 2017 20h45 | Joachim 34e (pen.)   | (1 – 2) | 28e 77e Giroud · 37e (pen.) Griezmann | Stade Josy-Barthel, Luxembourg Spectateurs : 8 000 Arbitrage : Andris Treimanis | Stade Josy-Barthel, Luxembourg Spectateurs : 8 000 Arbitrage : Andris Treimanis |
| 25 mars 2017 20h45 | Rapports : FIFA UEFA |         |                                       | Stade Josy-Barthel, Luxembourg Spectateurs : 8 000 Arbitrage : Andris Treimanis | Stade Josy-Barthel, Luxembourg Spectateurs : 8 000 Arbitrage : Andris Treimanis |

| 6e match          | Suède                       | 2 – 1   | France     |                                                                       |                                                                       |
| 9 juin 2017 20h45 | Durmaz 43e · Toivonen 90+3e | (1 – 1) | 37e Giroud | Friends Arena, Solna Spectateurs : 48 783 Arbitrage : Martin Atkinson | Friends Arena, Solna Spectateurs : 48 783 Arbitrage : Martin Atkinson |
| 9 juin 2017 20h45 | Rapports : FIFA UEFA        |         |            | Friends Arena, Solna Spectateurs : 48 783 Arbitrage : Martin Atkinson | Friends Arena, Solna Spectateurs : 48 783 Arbitrage : Martin Atkinson |

| 7e match           | France                                       | 4 – 0   | Pays-Bas |                                                                               |                                                                               |
| 31 août 2017 20h45 | Griezmann 14e · Lemar 73e 88e · Mbappé 90+1e | (1 – 0) |          | Stade de France, Saint-Denis Spectateurs : 79 551 Arbitrage : Gianluca Rocchi | Stade de France, Saint-Denis Spectateurs : 79 551 Arbitrage : Gianluca Rocchi |
| 31 août 2017 20h45 | Rapports : FIFA UEFA                         |         |          | Stade de France, Saint-Denis Spectateurs : 79 551 Arbitrage : Gianluca Rocchi | Stade de France, Saint-Denis Spectateurs : 79 551 Arbitrage : Gianluca Rocchi |

| 8e match               | France               | 0 – 0   | Luxembourg |                                                                                   |                                                                                   |
| 3 septembre 2017 20h45 |                      | (0 – 0) |            | Stadium de Toulouse, Toulouse Spectateurs : 31 177 Arbitrage : Aleksandar Stavrev | Stadium de Toulouse, Toulouse Spectateurs : 31 177 Arbitrage : Aleksandar Stavrev |
| 3 septembre 2017 20h45 | Rapports : FIFA UEFA |         |            | Stadium de Toulouse, Toulouse Spectateurs : 31 177 Arbitrage : Aleksandar Stavrev | Stadium de Toulouse, Toulouse Spectateurs : 31 177 Arbitrage : Aleksandar Stavrev |

| 9e match             | Bulgarie             | 0 – 1   | France     |                                                                                          |                                                                                          |
| 7 octobre 2017 20h45 |                      | (0 – 1) | 3e Matuidi | Stade national Vassil-Levski, Sofia Spectateurs : 12 921 Arbitrage : Antonio Mateu Lahoz | Stade national Vassil-Levski, Sofia Spectateurs : 12 921 Arbitrage : Antonio Mateu Lahoz |
| 7 octobre 2017 20h45 | Rapports : FIFA UEFA |         |            | Stade national Vassil-Levski, Sofia Spectateurs : 12 921 Arbitrage : Antonio Mateu Lahoz | Stade national Vassil-Levski, Sofia Spectateurs : 12 921 Arbitrage : Antonio Mateu Lahoz |

| 10e match             | France                     | 2 – 1   | Biélorussie |                                                                             |                                                                             |
| 10 octobre 2017 20h45 | Griezmann 27e · Giroud 33e | (2 – 1) | 44e Saroka  | Stade de France, Saint-Denis Spectateurs : 74 037 Arbitrage : Halis Özkahya | Stade de France, Saint-Denis Spectateurs : 74 037 Arbitrage : Halis Özkahya |
| 10 octobre 2017 20h45 | Rapports : FIFA UEFA       |         |             | Stade de France, Saint-Denis Spectateurs : 74 037 Arbitrage : Halis Özkahya | Stade de France, Saint-Denis Spectateurs : 74 037 Arbitrage : Halis Özkahya |

#### Statistiques
| Joueur              |                 |                 |                 |                 |                 |                 |                 |                 |                 |                 |
| Gardiens de but     | Gardiens de but | Gardiens de but | Gardiens de but | Gardiens de but | Gardiens de but | Gardiens de but | Gardiens de but | Gardiens de but | Gardiens de but | Gardiens de but |
| ------------------- | --------------- | --------------- | --------------- | --------------- | --------------- | --------------- | --------------- | --------------- | --------------- | --------------- |
| Hugo Lloris         |                 | 90              | 90              | 90              | 90              | 90              | 90              | 90              | 90              | 90              |
| Steve Mandanda      | 90              |                 |                 |                 |                 |                 |                 |                 |                 |                 |
| Défenseurs          |                 |                 |                 |                 |                 |                 |                 |                 |                 |                 |
| Djibril Sidibé      | 90              | 63              | 90              | 90              | 62              | 90              | 90              | 90              | 90              | 90              |
| Samuel Umtiti       |                 |                 |                 |                 | 90              |                 | 90              | 90              | 90              | 90              |
| Laurent Koscielny   | 90              | 90              | 90              | 90              | 90              | 90              | 90              | 90              |                 |                 |
| Raphaël Varane      | 90              | 90              | 90              | 90              |                 | 90              |                 |                 | 90              | 90              |
| Layvin Kurzawa      | 90              | 90              | 90              |                 |                 |                 | 90              | 90              |                 |                 |
| Lucas Digne         |                 |                 |                 |                 |                 |                 |                 |                 | 90              | 90              |
| Benjamin Mendy      |                 |                 |                 |                 | 90              | 90              |                 |                 |                 |                 |
| Christophe Jallet   |                 |                 |                 |                 | 28              |                 |                 |                 |                 |                 |
| Patrice Évra        |                 |                 |                 | 90              |                 |                 |                 |                 |                 |                 |
| Bacary Sagna        |                 | 27              |                 |                 |                 |                 |                 |                 |                 |                 |
| Milieux de terrain  |                 |                 |                 |                 |                 |                 |                 |                 |                 |                 |
| Paul Pogba          | 90              | 90              | 90              | 90              |                 | 90              | 90              | 90              |                 |                 |
| Blaise Matuidi      |                 | 90              | 90              | 90              | 83              | 90              |                 |                 | 90              | 90              |
| N'Golo Kanté        | 90              |                 | 1               | 2               | 90              |                 | 90              | 90              | 34              |                 |
| Dimitri Payet       | 33              | 90              | 67              | 90              | 78              | 76              |                 |                 | 14              | 7               |
| Thomas Lemar        |                 |                 |                 |                 |                 | 14              | 90              | 90              |                 | 83              |
| Moussa Sissoko      | 69              | 90              | 90              | 90              |                 | 90              |                 |                 |                 | 12              |
| Corentin Tolisso    |                 |                 |                 |                 |                 |                 |                 |                 | 90              | 90              |
| Adrien Rabiot       |                 |                 |                 | 78              | 7               |                 |                 |                 | 56              |                 |
| Attaquants          |                 |                 |                 |                 |                 |                 |                 |                 |                 |                 |
| Antoine Griezmann   | 90              | 83              | 90              | 88              | 90              | 76              | 89              | 81              | 90              | 78              |
| Olivier Giroud      | 83              |                 |                 | 90              | 90              | 90              | 75              | 59              | 6               | 90              |
| Kylian Mbappé       |                 |                 |                 |                 | 12              | 14              | 15              | 59              | 84              | 29              |
| Ousmane Dembélé     | 21              |                 |                 |                 | 90              |                 |                 |                 |                 |                 |
| Anthony Martial     | 57              |                 | 23              |                 |                 |                 |                 |                 |                 |                 |
| Alexandre Lacazette |                 |                 |                 |                 |                 |                 | 10              | 31              | 76              |                 |
| Nabil Fekir         |                 | 7               |                 |                 |                 |                 | 1               | 9               |                 |                 |
| Kevin Gameiro       | 7               | 72              | 79              | 63              |                 |                 |                 |                 |                 |                 |
| Kingsley Coman      |                 |                 |                 |                 |                 |                 | 80              | 31              |                 | 61              |
| André-Pierre Gignac |                 | 18              | 11              |                 |                 |                 |                 |                 |                 |                 |

### Préparation

#### Matchs de préparation à la Coupe du monde
À la fin de l'année 2017, l'équipe de France dispute deux matchs amicaux contre le Pays de Galles et l'Allemagne en vue de la préparation pour le Mondial.
Les Bleus entament leur préparation avec deux matchs convaincants : une victoire face aux Gallois (2-0) et un match nul arraché en fin de match par les Allemands (2-2). La France entame la ligne droite vers le Mondial en mars par une surprenante défaite face aux Colombiens alors qu'ils menaient 2-0 après 25 minutes de jeu (2-3). Les Bleus se rassurent ensuite par une victoire acquise par l'intermédiaire de Kylian Mbappé et Paul Pogba face à la Russie, hôte du Mondial en juin (1-3). Le 28 mai au Stade de France, la France bat la république d'Irlande 2-0 avec des buts d'Olivier Giroud et de Nabil Fekir. Les Bleus confirment ensuite leur montée en puissance à deux semaines de la compétition, avec une victoire face à l'Italie à Nice (3-1). La préparation se termine par un match nul compliqué face aux États-Unis (1-1).
Détail des matchs amicaux
| Match amical               | France                     | 2 - 0   | Pays de Galles |                                                                           |                                                                           |
| 10 novembre 2017 20h45 HEC | Griezmann 18e · Giroud 73e | (1 - 0) |                | Stade de France, Saint-Denis Spectateurs : 60 000 Arbitrage : Jorge Sousa | Stade de France, Saint-Denis Spectateurs : 60 000 Arbitrage : Jorge Sousa |
| 10 novembre 2017 20h45 HEC | Rapport                    |         |                | Stade de France, Saint-Denis Spectateurs : 60 000 Arbitrage : Jorge Sousa | Stade de France, Saint-Denis Spectateurs : 60 000 Arbitrage : Jorge Sousa |

| Match amical               | Allemagne                 | 2 - 2   | France            |                                                                            |                                                                            |
| 14 novembre 2017 20h45 HEC | Werner 56e · Stindl 90+3e | (0 - 1) | 33e 71e Lacazette | RheinEnergieStadion, Cologne Spectateurs : 36 948 Arbitrage : Cüneyt Çakır | RheinEnergieStadion, Cologne Spectateurs : 36 948 Arbitrage : Cüneyt Çakır |
| 14 novembre 2017 20h45 HEC | Rapport                   |         |                   | RheinEnergieStadion, Cologne Spectateurs : 36 948 Arbitrage : Cüneyt Çakır | RheinEnergieStadion, Cologne Spectateurs : 36 948 Arbitrage : Cüneyt Çakır |

| Match amical         | France                 | 2 - 3   | Colombie                               |                                                                                |                                                                                |
| 23 mars 2018 21h HEC | Giroud 11e · Lemar 26e | (2 - 1) | Muriel 28e · Falcao 62e · Quintero 85e | Stade de France, Saint-Denis Spectateurs : 80 000 Arbitrage : Adrien Jaccottet | Stade de France, Saint-Denis Spectateurs : 80 000 Arbitrage : Adrien Jaccottet |
| 23 mars 2018 21h HEC | Rapport                |         |                                        | Stade de France, Saint-Denis Spectateurs : 80 000 Arbitrage : Adrien Jaccottet | Stade de France, Saint-Denis Spectateurs : 80 000 Arbitrage : Adrien Jaccottet |

| Match amical         | Russie | 1 - 3   | France |                                                                                       |                                                                                       |
| 27 mars 2018 17 h 50 | 68e Smolov | (0 – 1) | 40e 83e Mbappé · 49e Pogba | Stade Krestovski, Saint-Petersbourg Spectateurs : 50 000 Arbitrage : Aleksei Kulbakov | Stade Krestovski, Saint-Petersbourg Spectateurs : 50 000 Arbitrage : Aleksei Kulbakov |
| 27 mars 2018 17 h 50 | Rapport |         | | Stade Krestovski, Saint-Petersbourg Spectateurs : 50 000 Arbitrage : Aleksei Kulbakov | Stade Krestovski, Saint-Petersbourg Spectateurs : 50 000 Arbitrage : Aleksei Kulbakov |
| 27 mars 2018 17 h 50 | Lunev - Kudryashov (Cheryshev, 83e), Neustädter, Granat, Zhirkov (Rausch, 45e) - Samedov (Smolnikov, 45e), Golovin, Erokhin (Shvets, 76e) - Dzagoev (Miranchuk, 54e), - Smolov , Miranchuk (Zabolotny, 66e) | Équipes | Lloris - Pavard, Koscielny, Umtiti (Kimpembe, 80e), Lucas Hernandez - Pogba, Kanté (Tolisso, 66e), Rabiot (Matuidi, 81e) - Dembélé (Giroud, 72e), Martial (Griezmann, 59e), Mbappé (Lemar, 87e) | Stade Krestovski, Saint-Petersbourg Spectateurs : 50 000 Arbitrage : Aleksei Kulbakov | Stade Krestovski, Saint-Petersbourg Spectateurs : 50 000 Arbitrage : Aleksei Kulbakov |

| Match amical        | France                 | 2 - 0   | République d'Irlande |                                                                              |                                                                              |
| 28 mai 2018 21h HEC | Giroud 40e · Fekir 44e | (2 - 0) |                      | Stade de France, Saint-Denis Spectateurs : 70 000 Arbitrage : Georgi Kabakov | Stade de France, Saint-Denis Spectateurs : 70 000 Arbitrage : Georgi Kabakov |

| Match amical          | France                                         | 3 - 1   | Italie      |                                                                       |                                                                       |
| 1er juin 2018 21h HEC | Umtiti 8e · Griezmann 29e (pen.) · Dembélé 63e | (2 - 1) | 36e Bonucci | Allianz Riviera, Nice Spectateurs : 36 600 Arbitrage : Anthony Taylor | Allianz Riviera, Nice Spectateurs : 36 600 Arbitrage : Anthony Taylor |

| Match amical        | France     | 1 - 1   | États-Unis |                                                                                           |                                                                                           |
| 9 juin 2018 21h HEC | Mbappé 79e | (0 - 1) | 44e Green  | Parc Olympique lyonnais, Décines-Charpieu Spectateurs : 59 000 Arbitrage : William Collum | Parc Olympique lyonnais, Décines-Charpieu Spectateurs : 59 000 Arbitrage : William Collum |

## Effectif
Le 17 mai 2018, Didier Deschamps annonce une liste de 23 joueurs, plus les 10 réservistes suivants : Benoît Costil (Girondins de Bordeaux), Mathieu Debuchy (AS Saint-Étienne), Kurt Zouma (Stoke City), Mamadou Sakho (Crystal Palace), Lucas Digne (FC Barcelone), Moussa Sissoko (Tottenham Hotspur), Kingsley Coman (Bayern Munich), Anthony Martial (Manchester United), Wissam Ben Yedder (Séville FC) et Alexandre Lacazette (Arsenal FC). Également nommé par Didier Deschamps, Adrien Rabiot (Paris Saint-Germain) refuse pour sa part ce statut de réserviste.
Parmi les joueurs qui auraient pu figurer dans la liste sont déclarés forfaits pour cause de blessure Laurent Koscielny (Arsenal FC) et Dimitri Payet (Olympique de Marseille) blessé  contre l'Atletico de Madrid en Ligue Europa , tous deux présents à l'Euro 2016.
A égalité, le Paris Saint-Germain et l'Olympique de Marseille (3 joueurs chacun), sont les deux clubs les plus représentés dans l'effectif.
NB : Les âges, le nombre de sélections et de buts sont calculés au début de la Coupe du monde 2018, le 14 juin 2018.

## Compétition

### Format et tirage au sort
Le tirage au sort de la Coupe du monde a lieu le vendredi 1er décembre 2017 au Kremlin à Moscou. C’est le classement d’octobre qui est pris en compte, la sélection se classe 7e du classement FIFA, et la France est placée dans le chapeau 1. La délégation française est composée du sélectionneur Didier Deschamps, de ses adjoints Guy Stephan et Franck Raviot ainsi que du président de la Fédération française de football, Noël Le Graët. Le tirage au sort donne alors comme adversaire des Bleus le Pérou (chapeau 2, 10e au classement FIFA), le Danemark (chapeau 3, 19e au classement FIFA) et l'Australie (chapeau 4, 43e au classement FIFA) dans le groupe C.
Emmené par son brillant meneur de jeu Christian Eriksen, le Danemark s'est qualifié en passant par les barrages des éliminatoires, après avoir terminé deuxième de son groupe derrière la Pologne puis éliminé l'Irlande. La France a déjà été opposée par deux fois en poule face au Danemark, une fois en 1998 (victoire 2-1), et une autre fois en 2002 (défaite 0-2).
De son côté, le Pérou revient dans la compétition après trente-six ans d'absence et est porté par son attaquant expérimenté Jefferson Farfán. Les Péruviens se sont qualifiés en battant la Nouvelle-Zélande en barrage inter-continental après avoir terminé cinquièmes des éliminatoires Sud-Américains devant le Chili notamment. La France n'a rencontré qu'une seule fois le Pérou, en amical à Paris en 1982 (victoire 0-1 du Pérou).
Enfin, l'Australie, portée par son attaquant vétéran Tim Cahill, s'est qualifiée en barrage inter-continental face au Honduras. La dernière rencontre entre la France et l'Australie s'était soldée par une nette victoire française à Paris en amical en 2013 (6-0).
Ce tirage au sort est jugé clément par les observateurs.

### Premier tour
|   | Équipe    | Pts | J | G | N | P | Bp | Bc | Diff |
| 1 | France    | 7   | 3 | 2 | 1 | 0 | 3  | 1  | +2   |
| 2 | Danemark  | 5   | 3 | 1 | 2 | 0 | 2  | 1  | +1   |
| 3 | Pérou     | 3   | 3 | 1 | 0 | 2 | 2  | 2  | 0    |
| 4 | Australie | 1   | 3 | 0 | 1 | 2 | 2  | 5  | -3   |

| 5  | 16 juin 2018 | France    | 2 - 1 | Australie |
| 6  | 16 juin 2018 | Pérou     | 0 - 1 | Danemark  |
| 21 | 21 juin 2018 | France    | 1 - 0 | Pérou     |
| 22 | 21 juin 2018 | Danemark  | 1 - 1 | Australie |
| 37 | 26 juin 2018 | Danemark  | 0 - 0 | France    |
| 38 | 26 juin 2018 | Australie | 0 - 2 | Pérou     |

#### France - Australie
| Match 5                                                  | France                                               | 2 - 1   | Australie               | Kazan Arena, Kazan                            |                                               |
| 16 juin 2018 · 13h00 (UTC+3) · Historique des rencontres | Antoine Griezmann 58e (pen.) · Aziz Behich 81e (csc) | (0 - 0) | 62e (pen.) Mile Jedinak | Spectateurs : 41 279 Arbitrage : Andrés Cunha | Spectateurs : 41 279 Arbitrage : Andrés Cunha |
| 16 juin 2018 · 13h00 (UTC+3) · Historique des rencontres | Rapport                                              |         |                         | Spectateurs : 41 279 Arbitrage : Andrés Cunha | Spectateurs : 41 279 Arbitrage : Andrés Cunha |

| France | Australie |

| FRANCE :         |    |                   |     |     |
|                  |    |                   |     |     |
| Gardien de but   | 01 | Hugo Lloris       |     |     |
|                  | 02 | Benjamin Pavard   |     |     |
|                  | 04 | Raphaël Varane    |     |     |
|                  | 05 | Samuel Umtiti     |     |     |
|                  | 21 | Lucas Hernandez   |     |     |
|                  | 06 | Paul Pogba        |     |     |
|                  | 13 | N'Golo Kanté      |     |     |
|                  | 12 | Corentin Tolisso  | 76e | 78e |
|                  | 07 | Antoine Griezmann |     | 70e |
|                  | 10 | Kylian Mbappé     |     |     |
|                  | 11 | Ousmane Dembélé   |     | 70e |
| Remplaçants :    |    |                   |     |     |
|                  | 09 | Olivier Giroud    |     | 70e |
|                  | 18 | Nabil Fekir       |     | 70e |
|                  | 14 | Blaise Matuidi    |     | 78e |
| Sélectionneur :  |    |                   |     |     |
| Didier Deschamps |    |                   |     |     |

| AUSTRALIE :      |    |                 |     |     |
|                  |    |                 |     |     |
| Gardien de but   | 01 | Mathew Ryan     |     |     |
|                  | 19 | Josh Risdon     | 57e |     |
|                  | 20 | Trent Sainsbury |     |     |
|                  | 05 | Mark Milligan   |     |     |
|                  | 16 | Aziz Behich     | 87e |     |
|                  | 15 | Mile Jedinak    |     |     |
|                  | 23 | Tom Rogić       |     | 72e |
|                  | 13 | Aaron Mooy      |     |     |
|                  | 07 | Mathew Leckie   | 13e |     |
|                  | 11 | Andrew Nabbout  |     | 64e |
|                  | 10 | Robbie Kruse    |     | 84e |
| Remplaçants :    |    |                 |     |     |
|                  | 09 | Tomi Jurić      |     | 64e |
|                  | 22 | Jackson Irvine  |     | 72e |
|                  | 17 | Daniel Arzani   |     | 84e |
| Sélectionneur :  |    |                 |     |     |
| Bert van Marwijk |    |                 |     |     |

| Assistants : Nicolás Tarán Mauricio Espinosa Quatrième arbitre : Julio Bascuñán Cinquième arbitre : Christian Schiemann Arbitre vidéo : Mauro Vigliano Assistants arbitre vidéo : Tiago Martins Carlos Astroza Jair Marrufo Homme du Match : Antoine Griezmann |

#### France - Pérou
| Match 21                                                 | France            | 1 - 0   | Pérou | Iekaterinbourg Arena, Iekaterinbourg                             |                                                                  |
| 21 juin 2018 · 20h00 (UTC+5) · Historique des rencontres | Kylian Mbappé 34e | (1 - 0) |       | Spectateurs : 32 789 Arbitrage : Mohammed Abdulla Hassan Mohamed | Spectateurs : 32 789 Arbitrage : Mohammed Abdulla Hassan Mohamed |
| 21 juin 2018 · 20h00 (UTC+5) · Historique des rencontres | Rapport           |         |       | Spectateurs : 32 789 Arbitrage : Mohammed Abdulla Hassan Mohamed | Spectateurs : 32 789 Arbitrage : Mohammed Abdulla Hassan Mohamed |

| France | Pérou |

| FRANCE :         |    |                   |     |     |
|                  |    |                   |     |     |
| Gardien de but   | 01 | Hugo Lloris       |     |     |
|                  | 02 | Benjamin Pavard   |     |     |
|                  | 04 | Raphaël Varane    |     |     |
|                  | 05 | Samuel Umtiti     |     |     |
|                  | 21 | Lucas Hernandez   |     |     |
|                  | 06 | Paul Pogba        | 86e | 89e |
|                  | 13 | N'Golo Kanté      |     |     |
|                  | 10 | Kylian Mbappé     |     | 75e |
|                  | 07 | Antoine Griezmann |     | 80e |
|                  | 14 | Blaise Matuidi    | 16e |     |
|                  | 09 | Olivier Giroud    |     |     |
| Remplaçants :    |    |                   |     |     |
|                  | 11 | Ousmane Dembélé   |     | 75e |
|                  | 18 | Nabil Fekir       |     | 80e |
|                  | 15 | Steven Nzonzi     |     | 89e |
| Sélectionneur :  |    |                   |     |     |
| Didier Deschamps |    |                   |     |     |

| PÉROU :         |    |                     |     |     |
|                 |    |                     |     |     |
| Gardien de but  | 01 | Pedro Gallese       |     |     |
|                 | 17 | Luis Advíncula      |     |     |
|                 | 15 | Christian Ramos     |     |     |
|                 | 02 | Alberto Rodríguez   |     | 46e |
|                 | 06 | Miguel Trauco       |     |     |
|                 | 23 | Pedro Aquino        | 81e |     |
|                 | 19 | Yoshimar Yotún      |     | 46e |
|                 | 18 | André Carrillo      |     |     |
|                 | 08 | Christian Cueva     |     | 82e |
|                 | 20 | Edison Flores       |     |     |
|                 | 09 | Paolo Guerrero      | 23e |     |
| Remplaçants :   |    |                     |     |     |
|                 | 10 | Jefferson Farfán    |     | 46e |
|                 | 04 | Anderson Santamaría |     | 46e |
|                 | 11 | Raúl Ruidíaz        |     | 82e |
| Sélectionneur : |    |                     |     |     |
| Ricardo Gareca  |    |                     |     |     |

| Assistants : Mohamed Al Hammadi Hasan Al Mahri Quatrième arbitre : Janny Sikazwe Cinquième arbitre : Jerson Dos Santos Arbitre vidéo : Daniele Orsato Assistants arbitre vidéo : Abdulrahman Al-Jassim Taleb Al Maari Szymon Marciniak Homme du Match : Kylian Mbappé |

#### Danemark - France
| Match 37                                                 | Danemark | 0 - 0   | France | Stade Loujniki, Moscou                        |                                               |
| 26 juin 2018 · 17h00 (UTC+3) · Historique des rencontres |          | (0 - 0) |        | Spectateurs : 78 011 Arbitrage : Sandro Ricci | Spectateurs : 78 011 Arbitrage : Sandro Ricci |
| 26 juin 2018 · 17h00 (UTC+3) · Historique des rencontres | Rapport  |         |        | Spectateurs : 78 011 Arbitrage : Sandro Ricci | Spectateurs : 78 011 Arbitrage : Sandro Ricci |

| Danemark | France |

| DANEMARK :      |    |                     |       |       |
|                 |    |                     |       |       |
| Gardien de but  | 01 | Kasper Schmeichel   |       |       |
|                 | 14 | Henrik Dalsgaard    |       |       |
|                 | 04 | Simon Kjær          |       |       |
|                 | 06 | Andreas Christensen |       |       |
|                 | 17 | Jens Stryger Larsen |       |       |
|                 | 08 | Thomas Delaney      |       | 90+2e |
|                 | 13 | Mathias Jørgensen   | 45+3e |       |
|                 | 10 | Christian Eriksen   |       |       |
|                 | 23 | Pione Sisto         |       | 60e   |
|                 | 21 | Andreas Cornelius   |       | 75e   |
|                 | 11 | Martin Braithwaite  |       |       |
| Remplaçants :   |    |                     |       |       |
|                 | 15 | Viktor Fischer      |       | 60e   |
|                 | 12 | Kasper Dolberg      |       | 75e   |
|                 | 18 | Lukas Lerager       |       | 90+2e |
| Sélectionneur : |    |                     |       |       |
| Åge Hareide     |    |                     |       |       |

| FRANCE :         |    |                   |   |     |
|                  |    |                   |   |     |
| Gardien de but   | 16 | Steve Mandanda    |   |     |
|                  | 19 | Djibril Sidibé    |   |     |
|                  | 04 | Raphaël Varane    |   |     |
|                  | 03 | Presnel Kimpembe  |   |     |
|                  | 21 | Lucas Hernandez   | 0 | 50e |
|                  | 13 | N'Golo Kanté      |   |     |
|                  | 15 | Steven Nzonzi     |   |     |
|                  | 11 | Ousmane Dembélé   |   | 78e |
|                  | 07 | Antoine Griezmann |   | 68e |
|                  | 08 | Thomas Lemar      |   |     |
|                  | 09 | Olivier Giroud    |   |     |
| Remplaçants :    |    |                   |   |     |
|                  | 22 | Benjamin Mendy    |   | 50e |
|                  | 18 | Nabil Fekir       |   | 68e |
|                  | 10 | Kylian Mbappé     |   | 78e |
| Sélectionneur :  |    |                   |   |     |
| Didier Deschamps |    |                   |   |     |

| Assistants : Emerson de Carvalho Marcelo Van Gasse Quatrième arbitre : Gianluca Rocchi Cinquième arbitre : Mauro Tonolini Arbitre vidéo : Mauro Vigliano Assistants arbitre vidéo : Tiago Martins Hernán Maidana Jair Marrufo Homme du Match : N'Golo Kanté |

### Huitième de finale

#### France - Argentine
| Match 50                                                 | France | 4 - 3   | Argentine | Kazan Arena, Kazan                               |                                                  |
| 30 juin 2018 · 17:00 (UTC+3) · Historique des rencontres | Antoine Griezmann 13e (pen.) · ( Lucas Hernandez) Benjamin Pavard 57e · Kylian Mbappé 64e · ( Olivier Giroud) Kylian Mbappé 68e | (1 - 1) | 41e Ángel Di María (Éver Banega ) · 48e Gabriel Mercado (Lionel Messi ) · 90+3e Sergio Agüero (Lionel Messi ) | Spectateurs : 42 873 Arbitrage : Alireza Faghani | Spectateurs : 42 873 Arbitrage : Alireza Faghani |
| 30 juin 2018 · 17:00 (UTC+3) · Historique des rencontres | Rapport |         | | Spectateurs : 42 873 Arbitrage : Alireza Faghani | Spectateurs : 42 873 Arbitrage : Alireza Faghani |

| France | Argentine |

| FRANCE :         |    |                   |       |     |
|                  |    |                   |       |     |
| Gardien de but   | 01 | Hugo Lloris       |       |     |
|                  | 02 | Benjamin Pavard   | 73e   |     |
|                  | 04 | Raphaël Varane    |       |     |
|                  | 05 | Samuel Umtiti     |       |     |
|                  | 21 | Lucas Hernandez   |       |     |
|                  | 13 | N'Golo Kanté      |       |     |
|                  | 06 | Paul Pogba        |       |     |
|                  | 10 | Kylian Mbappé     |       | 89e |
|                  | 07 | Antoine Griezmann |       | 83e |
|                  | 14 | Blaise Matuidi    | 72e   | 75e |
|                  | 09 | Olivier Giroud    | 90+3e |     |
| Remplaçants :    |    |                   |       |     |
|                  | 12 | Corentin Tolisso  |       | 75e |
|                  | 18 | Nabil Fekir       |       | 83e |
|                  | 20 | Florian Thauvin   |       | 89e |
| Sélectionneur :  |    |                   |       |     |
| Didier Deschamps |    |                   |       |     |

| ARGENTINE :     |    |                    |       |     |
|                 |    |                    |       |     |
| Gardien de but  | 12 | Franco Armani      |       |     |
|                 | 02 | Gabriel Mercado    |       |     |
|                 | 17 | Nicolás Otamendi   | 90+3e |     |
|                 | 16 | Marcos Rojo        | 11e   | 46e |
|                 | 03 | Nicolás Tagliafico | 19e   |     |
|                 | 15 | Enzo Pérez         |       | 66e |
|                 | 14 | Javier Mascherano  | 43e   |     |
|                 | 07 | Éver Banega        | 50e   |     |
|                 | 22 | Cristian Pavón     |       | 75e |
|                 | 10 | Lionel Messi       |       |     |
|                 | 11 | Ángel Di María     |       |     |
| Remplaçants :   |    |                    |       |     |
|                 | 06 | Federico Fazio     |       | 46e |
|                 | 19 | Sergio Agüero      |       | 66e |
|                 | 13 | Maximiliano Meza   |       | 75e |
| Sélectionneur : |    |                    |       |     |
| Jorge Sampaoli  |    |                    |       |     |

| Assistants : Reza Sokhandan Mohammadreza Mansouri Quatrième arbitre : Julio Bascuñán Cinquième arbitre : Christian Schiemann Arbitre vidéo : Massimiliano Irrati Assistants arbitre vidéo : Paweł Gil Carlos Astroza Paolo Valeri Homme du Match : Kylian Mbappé |

L'équipe de France rencontre l'équipe d'Argentine lors de son huitième de finale de la Coupe du monde de football de 2018. Le match est remporté par l'équipe de France sur le score final de 4 à 3.
Ce match est l'un des plus spectaculaires de cette coupe du monde en raison du nombre de buts marqués ainsi que des rebondissements dans son scénario. Il est marqué par l'éclosion de Kylian Mbappé aux yeux des observateurs du monde entier. Benjamin Pavard marque une demi volée à 20 mètres. La FIFA élu alors ce but meilleur de la coupe du monde 2018. Une chanson a été faites en l'honneur du but de Pavard.
Historique
Il s'agit de la troisième rencontre entre les deux nations en Coupe du Monde. La France s'est jusqu'alors toujours inclinée face aux Argentins, respectivement sur le score de 1-0 lors de la coupe du monde de football de 1930 à Montevideo, en Uruguay, et de 2-1 lors de la coupe du monde de football de 1978 à Buenos Aires, en Argentine.
Match
L'Argentine, finaliste en titre de la coupe du monde précédente et deux fois vainqueur du trophée n'est pas dans une grande forme au moment d'aborder son huitième de finale. Elle s'est qualifiée à la 86e minute de son dernier match de poule grâce à un but de Rojo. Le match a lieu à la Kazan Arena.
Le début du match est à l'avantage des Français qui se veulent très pragmatiques et opèrent en contre-attaque grâce, notamment, à la vitesse de Kylian Mbappé qui provoque en première mi-temps trois coups francs dangereux et un pénalty transformé par Antoine Griezmann. Néanmoins, l'Albiceleste parvient à renverser la situation en menant 2-1 au bout de 50 minutes grâce à Ángel Di María (d'un tir des 25 m) et Gabriel Mercado (qui dévie une frappe de Lionel Messi et prend Hugo Lloris à contre-pied), sur un manque d'attention de la défense tricolore. Finalement les Bleus remontent au score : Benjamin Pavard égalise d'une reprise en demi-volée aux 20 m de l'extérieur du pied droit sur un centre de Lucas Hernandez, qui sera à l'issue de la compétition élu le plus beau but de la Coupe du Monde 2018 et restera dans la postérité sous le surnom de « Second poteau Pavard ! » d'après un commentaire de Grégoire Margotton,. Ensuite, Mbappé marque deux buts en l'espace de quatre minutes, le premier en crochetant dans la surface pour se dégager un angle de tir, le deuxième à l'arrivée d'une action collective partant d'une relance de Hugo Lloris pour aboutir à une passe décisive d'Olivier Giroud. Kylian Mbappé est le plus jeune joueur à inscrire un doublé en match éliminatoire de la Coupe du monde depuis Pelé en 1958. L'Équipe de France sort ainsi vainqueur de la confrontation, malgré une tête victorieuse de Sergio Agüero dans le temps additionnel sur un centre de Lionel Messi.

### Quart de finale

#### Uruguay - France
| Match 57                                                   | Uruguay | 0 - 2   | France                                                                              | Stade de Nijni Novgorod, Nijni Novgorod        |                                                |
| 6 juillet 2018 · 17:00 (UTC+3) · Historique des rencontres |         | (0 - 1) | 40e Raphaël Varane (Antoine Griezmann ) · 61e Antoine Griezmann (Corentin Tolisso ) | Spectateurs : 43 319 Arbitrage : Néstor Pitana | Spectateurs : 43 319 Arbitrage : Néstor Pitana |
| 6 juillet 2018 · 17:00 (UTC+3) · Historique des rencontres | Rapport |         |                                                                                     | Spectateurs : 43 319 Arbitrage : Néstor Pitana | Spectateurs : 43 319 Arbitrage : Néstor Pitana |

| Uruguay | France |

| URUGUAY :       |    |                        |     |     |
|                 |    |                        |     |     |
| Gardien de but  | 01 | Fernando Muslera       |     |     |
|                 | 22 | Martín Cáceres         |     |     |
|                 | 02 | José Giménez           |     |     |
|                 | 03 | Diego Godín            |     |     |
|                 | 17 | Diego Laxalt           |     |     |
|                 | 08 | Nahitan Nández         |     | 73e |
|                 | 14 | Lucas Torreira         |     |     |
|                 | 15 | Matías Vecino          |     |     |
|                 | 06 | Rodrigo Bentancur      | 36e | 59e |
|                 | 09 | Luis Suárez            |     |     |
|                 | 11 | Cristhian Stuani       |     | 59e |
| Remplaçants :   |    |                        |     |     |
|                 | 18 | Maxi Gómez             |     | 59e |
|                 | 07 | Cristian Rodríguez     | 69e | 59e |
|                 | 20 | Jonathan Urretaviscaya |     | 73e |
| Sélectionneur : |    |                        |     |     |
| Óscar Tabárez   |    |                        |     |     |

| FRANCE :         |    |                   |     |       |
|                  |    |                   |     |       |
| Gardien de but   | 01 | Hugo Lloris       |     |       |
|                  | 02 | Benjamin Pavard   |     |       |
|                  | 04 | Raphaël Varane    |     |       |
|                  | 05 | Samuel Umtiti     |     |       |
|                  | 21 | Lucas Hernandez   | 33e |       |
|                  | 13 | N'Golo Kanté      |     |       |
|                  | 06 | Paul Pogba        |     |       |
|                  | 10 | Kylian Mbappé     | 69e | 88e   |
|                  | 07 | Antoine Griezmann |     | 90+3e |
|                  | 12 | Corentin Tolisso  |     | 80e   |
|                  | 09 | Olivier Giroud    |     |       |
| Remplaçants :    |    |                   |     |       |
|                  | 15 | Steven Nzonzi     |     | 80e   |
|                  | 11 | Ousmane Dembélé   |     | 88e   |
|                  | 18 | Nabil Fekir       |     | 90+3e |
| Sélectionneur :  |    |                   |     |       |
| Didier Deschamps |    |                   |     |       |

| Assistants : Hernan Maidana Juan Pablo Belatti Quatrième arbitre : Alireza Faghani Cinquième arbitre : Reza Sokhandan Arbitre vidéo : Massimiliano Irrati Assistants arbitre vidéo : Carlos Astroza Mauro Vigliano Paolo Valeri Homme du Match : Antoine Griezmann |

### Demi-finale

#### France - Belgique
| Match 61                                                    | France                                 | 1 - 0   | Belgique | Stade de Saint-Pétersbourg, Saint-Pétersbourg |                                               |
| 10 juillet 2018 · 21:00 (UTC+3) · Historique des rencontres | ( Antoine Griezmann) Samuel Umtiti 51e | (0 - 0) |          | Spectateurs : 64 286 Arbitrage : Andrés Cunha | Spectateurs : 64 286 Arbitrage : Andrés Cunha |
| 10 juillet 2018 · 21:00 (UTC+3) · Historique des rencontres | Rapport                                |         |          | Spectateurs : 64 286 Arbitrage : Andrés Cunha | Spectateurs : 64 286 Arbitrage : Andrés Cunha |

| France | Belgique |

| FRANCE :         |    |                   |       |     |
|                  |    |                   |       |     |
| Gardien de but   | 01 | Hugo Lloris       |       |     |
|                  | 02 | Benjamin Pavard   |       |     |
|                  | 04 | Raphaël Varane    |       |     |
|                  | 05 | Samuel Umtiti     |       |     |
|                  | 21 | Lucas Hernandez   |       |     |
|                  | 06 | Paul Pogba        |       |     |
|                  | 13 | N'Golo Kanté      | 87e   |     |
|                  | 10 | Kylian Mbappé     | 90+3e |     |
|                  | 07 | Antoine Griezmann |       |     |
|                  | 14 | Blaise Matuidi    |       | 86e |
|                  | 09 | Olivier Giroud    |       | 85e |
| Remplaçants :    |    |                   |       |     |
|                  | 15 | Steven Nzonzi     |       | 85e |
|                  | 12 | Corentin Tolisso  |       | 86e |
| Sélectionneur :  |    |                   |       |     |
| Didier Deschamps |    |                   |       |     |

| BELGIQUE :       |    |                   |       |       |
|                  |    |                   |       |       |
| Gardien de but   | 01 | Thibaut Courtois  |       |       |
|                  | 02 | Toby Alderweireld | 71e   |       |
|                  | 04 | Vincent Kompany   |       |       |
|                  | 05 | Jan Vertonghen    | 90+4e |       |
|                  | 06 | Axel Witsel       |       |       |
|                  | 19 | Mousa Dembélé     |       | 60e   |
|                  | 08 | Marouane Fellaini |       | 80e   |
|                  | 22 | Nacer Chadli      |       | 90+1e |
|                  | 07 | Kevin De Bruyne   |       |       |
|                  | 09 | Romelu Lukaku     |       |       |
|                  | 10 | Eden Hazard       | 63e   |       |
| Remplaçants :    |    |                   |       |       |
|                  | 14 | Dries Mertens     |       | 60e   |
|                  | 11 | Yannick Carrasco  |       | 80e   |
|                  | 21 | Michy Batshuayi   |       | 90+1e |
| Sélectionneur :  |    |                   |       |       |
| Roberto Martínez |    |                   |       |       |

| Assistants : Nicolas Taran Mauricio Espinosa Quatrième arbitre : Cesar Ramos Cinquième arbitre : Marvin Torrentera Arbitre vidéo : Massimiliano Irrati Assistants arbitre vidéo : Roberto Diaz Mauro Vigliano Paolo Valeri Homme du Match : Samuel Umtiti |

### Finale

#### France -  Croatie
| Match 64 ; Finale                                                    | France | 4 - 2   | Croatie                                                | Stade Loujniki, Moscou                                                                                              | |
| Dimanche 15 juillet 2018 · 18:00 (UTC+3) · Historique des rencontres | Mario Mandžukić 18e (csc) · Antoine Griezmann 38e (pen.) · Paul Pogba 59e · ( Lucas Hernandez) Kylian Mbappé 65e | (2 - 1) | 28e Ivan Perišić (Domagoj Vida ) · 69e Mario Mandžukić | Spectateurs : 78 011 Diffuseur : TF1 et Bein Sports 1 Arbitrage : Néstor Pitana Arbitre vidéo : Massimiliano Irrati | Spectateurs : 78 011 Diffuseur : TF1 et Bein Sports 1 Arbitrage : Néstor Pitana Arbitre vidéo : Massimiliano Irrati |
| Dimanche 15 juillet 2018 · 18:00 (UTC+3) · Historique des rencontres | Rapport |         |                                                        | Spectateurs : 78 011 Diffuseur : TF1 et Bein Sports 1 Arbitrage : Néstor Pitana Arbitre vidéo : Massimiliano Irrati | Spectateurs : 78 011 Diffuseur : TF1 et Bein Sports 1 Arbitrage : Néstor Pitana Arbitre vidéo : Massimiliano Irrati |

| France | Croatie |

| FRANCE :         |    |                   |     |     |
|                  |    |                   |     |     |
| Gardien de but   | 01 | Hugo Lloris       |     |     |
|                  | 02 | Benjamin Pavard   |     |     |
|                  | 04 | Raphaël Varane    |     |     |
|                  | 05 | Samuel Umtiti     |     |     |
|                  | 21 | Lucas Hernandez   | 41e |     |
|                  | 06 | Paul Pogba        |     |     |
|                  | 13 | N'Golo Kanté      | 27e | 55e |
|                  | 10 | Kylian Mbappé     |     |     |
|                  | 07 | Antoine Griezmann |     |     |
|                  | 14 | Blaise Matuidi    |     | 73e |
|                  | 09 | Olivier Giroud    |     | 81e |
| Remplaçants :    |    |                   |     |     |
|                  | 15 | Steven Nzonzi     |     | 55e |
|                  | 12 | Corentin Tolisso  |     | 73e |
|                  | 18 | Nabil Fekir       |     | 81e |
| Sélectionneur :  |    |                   |     |     |
| Didier Deschamps |    |                   |     |     |

| CROATIE :       |    |                  |       |     |
|                 |    |                  |       |     |
| Gardien de but  | 23 | Danijel Subašić  |       |     |
|                 | 02 | Šime Vrsaljko    | 90+2e |     |
|                 | 06 | Dejan Lovren     |       |     |
|                 | 21 | Domagoj Vida     |       |     |
|                 | 03 | Ivan Strinić     |       | 81e |
|                 | 07 | Ivan Rakitić     |       |     |
|                 | 11 | Marcelo Brozović |       |     |
|                 | 18 | Ante Rebić       |       | 71e |
|                 | 10 | Luka Modrić      |       |     |
|                 | 04 | Ivan Perišić     |       |     |
|                 | 17 | Mario Mandžukić  |       |     |
| Remplaçants :   |    |                  |       |     |
|                 | 9  | Andrej Kramarić  |       | 71e |
|                 | 20 | Marko Pjaca      |       | 81e |
| Sélectionneur : |    |                  |       |     |
| Zlatko Dalić    |    |                  |       |     |

| Assistants : Hernan Maidana Juan Belatti Quatrième arbitre : Björn Kuipers Cinquième arbitre : Erwin Zeinstra Arbitre vidéo : Massimiliano Irrati Assistants arbitre vidéo : Carlos Astroza Mauro Vigliano Danny Makkelie Homme du Match : Antoine Griezmann |

L'équipe de France accroche sur son maillot sa deuxième étoile. Après 20 ans d'attente, les Bleus sont arrivés à remporter leur deuxième coupe du monde aux dépens de la Croatie. 

## Statistiques

### Temps de jeu
| Joueur              |          |          |          |          |          |          |          | TT       | But inscrit | Passe décisive | MJ       | MT       | Légende |
| ------------------- | -------- | -------- | -------- | -------- | -------- | -------- | -------- | -------- | ----------- | -------------- | -------- | -------- | --- |
| Gardiens            | Gardiens | Gardiens | Gardiens | Gardiens | Gardiens | Gardiens | Gardiens | Gardiens | Gardiens    | Gardiens       | Gardiens | Gardiens | Abréviations et symboles : TT : Total de minutes jouées MJ : Nombre de matchs joués MT : Matchs joués en tant que titulaire : but (csc) : but contre son camp : passe décisive : joueur entré : joueur remplacé : capitaine : carton jaune : carton rouge |
| Hugo Lloris         | 90       | 90       | -        | 90       | 90       | 90       | 90       | 540      | -           | -              | 6        | 6        | Abréviations et symboles : TT : Total de minutes jouées MJ : Nombre de matchs joués MT : Matchs joués en tant que titulaire : but (csc) : but contre son camp : passe décisive : joueur entré : joueur remplacé : capitaine : carton jaune : carton rouge |
| Steve Mandanda      | -        | -        | 90       | -        | -        | -        | -        | 90       | -           | -              | 1        | 1        | Abréviations et symboles : TT : Total de minutes jouées MJ : Nombre de matchs joués MT : Matchs joués en tant que titulaire : but (csc) : but contre son camp : passe décisive : joueur entré : joueur remplacé : capitaine : carton jaune : carton rouge |
| Alphonse Areola     | -        | -        | -        | -        | -        | -        | -        | -        | -           | -              | -        | -        | Abréviations et symboles : TT : Total de minutes jouées MJ : Nombre de matchs joués MT : Matchs joués en tant que titulaire : but (csc) : but contre son camp : passe décisive : joueur entré : joueur remplacé : capitaine : carton jaune : carton rouge |
| Défenseurs          |          |          |          |          |          |          |          |          |             |                |          |          | Abréviations et symboles : TT : Total de minutes jouées MJ : Nombre de matchs joués MT : Matchs joués en tant que titulaire : but (csc) : but contre son camp : passe décisive : joueur entré : joueur remplacé : capitaine : carton jaune : carton rouge |
| Raphaël Varane      | 90       | 90       | 90       | 90       | 90       | 90       | 90       | 630      | 1           | -              | 7        | 7        | Abréviations et symboles : TT : Total de minutes jouées MJ : Nombre de matchs joués MT : Matchs joués en tant que titulaire : but (csc) : but contre son camp : passe décisive : joueur entré : joueur remplacé : capitaine : carton jaune : carton rouge |
| Adil Rami           | -        | -        | -        | -        | -        | -        | -        | -        | -           | -              | -        | -        | Abréviations et symboles : TT : Total de minutes jouées MJ : Nombre de matchs joués MT : Matchs joués en tant que titulaire : but (csc) : but contre son camp : passe décisive : joueur entré : joueur remplacé : capitaine : carton jaune : carton rouge |
| Samuel Umtiti       | 90       | 90       | -        | 90       | 90       | 90       | 90       | 540      | 1           | -              | 6        | 6        | Abréviations et symboles : TT : Total de minutes jouées MJ : Nombre de matchs joués MT : Matchs joués en tant que titulaire : but (csc) : but contre son camp : passe décisive : joueur entré : joueur remplacé : capitaine : carton jaune : carton rouge |
| Presnel Kimpembe    | -        | -        | 90       | -        | -        | -        | -        | 90       | -           | -              | 1        | 1        | Abréviations et symboles : TT : Total de minutes jouées MJ : Nombre de matchs joués MT : Matchs joués en tant que titulaire : but (csc) : but contre son camp : passe décisive : joueur entré : joueur remplacé : capitaine : carton jaune : carton rouge |
| Djibril Sidibé      | -        | -        | 90       | -        | -        | -        | -        | 90       | -           | -              | 1        | 1        | Abréviations et symboles : TT : Total de minutes jouées MJ : Nombre de matchs joués MT : Matchs joués en tant que titulaire : but (csc) : but contre son camp : passe décisive : joueur entré : joueur remplacé : capitaine : carton jaune : carton rouge |
| Benjamin Pavard     | 90       | 90       | -        | 90       | 90       | 90       | 90       | 540      | 1           | -              | 6        | 6        | Abréviations et symboles : TT : Total de minutes jouées MJ : Nombre de matchs joués MT : Matchs joués en tant que titulaire : but (csc) : but contre son camp : passe décisive : joueur entré : joueur remplacé : capitaine : carton jaune : carton rouge |
| Benjamin Mendy      | -        | -        | 40       | -        | -        | -        | -        | 40       | -           | -              | 1        | -        | Abréviations et symboles : TT : Total de minutes jouées MJ : Nombre de matchs joués MT : Matchs joués en tant que titulaire : but (csc) : but contre son camp : passe décisive : joueur entré : joueur remplacé : capitaine : carton jaune : carton rouge |
| Lucas Hernandez     | 90       | 90       | 50       | 90       | 90       | 90       | 90       | 590      | -           | 2              | 7        | 7        | Abréviations et symboles : TT : Total de minutes jouées MJ : Nombre de matchs joués MT : Matchs joués en tant que titulaire : but (csc) : but contre son camp : passe décisive : joueur entré : joueur remplacé : capitaine : carton jaune : carton rouge |
| Milieux             |          |          |          |          |          |          |          |          |             |                |          |          | Abréviations et symboles : TT : Total de minutes jouées MJ : Nombre de matchs joués MT : Matchs joués en tant que titulaire : but (csc) : but contre son camp : passe décisive : joueur entré : joueur remplacé : capitaine : carton jaune : carton rouge |
| Blaise Matuidi      | 12       | 90       | -        | 75       | -        | 86       | 73       | 336      | -           | -              | 5        | 4        | Abréviations et symboles : TT : Total de minutes jouées MJ : Nombre de matchs joués MT : Matchs joués en tant que titulaire : but (csc) : but contre son camp : passe décisive : joueur entré : joueur remplacé : capitaine : carton jaune : carton rouge |
| Paul Pogba          | 90       | 89       | -        | 90       | 90       | 90       | 90       | 540      | 1           | -              | 6        | 6        | Abréviations et symboles : TT : Total de minutes jouées MJ : Nombre de matchs joués MT : Matchs joués en tant que titulaire : but (csc) : but contre son camp : passe décisive : joueur entré : joueur remplacé : capitaine : carton jaune : carton rouge |
| N'Golo Kanté        | 90       | 90       | 90       | 90       | 90       | 90       | 55       | 595      | -           | -              | 7        | 7        | Abréviations et symboles : TT : Total de minutes jouées MJ : Nombre de matchs joués MT : Matchs joués en tant que titulaire : but (csc) : but contre son camp : passe décisive : joueur entré : joueur remplacé : capitaine : carton jaune : carton rouge |
| Corentin Tolisso    | 78       | -        | -        | 15       | 80       | 4        | 17       | 194      | -           | 1              | 5        | 2        | Abréviations et symboles : TT : Total de minutes jouées MJ : Nombre de matchs joués MT : Matchs joués en tant que titulaire : but (csc) : but contre son camp : passe décisive : joueur entré : joueur remplacé : capitaine : carton jaune : carton rouge |
| Steven Nzonzi       | -        | 1        | 90       | -        | 10       | 5        | 35       | 141      | -           | -              | 5        | 1        | Abréviations et symboles : TT : Total de minutes jouées MJ : Nombre de matchs joués MT : Matchs joués en tant que titulaire : but (csc) : but contre son camp : passe décisive : joueur entré : joueur remplacé : capitaine : carton jaune : carton rouge |
| Attaquants          |          |          |          |          |          |          |          |          |             |                |          |          | Abréviations et symboles : TT : Total de minutes jouées MJ : Nombre de matchs joués MT : Matchs joués en tant que titulaire : but (csc) : but contre son camp : passe décisive : joueur entré : joueur remplacé : capitaine : carton jaune : carton rouge |
| Kylian Mbappé       | 90       | 75       | 12       | 89       | 88       | 90       | 90       | 534      | 4           | -              | 7        | 6        | Abréviations et symboles : TT : Total de minutes jouées MJ : Nombre de matchs joués MT : Matchs joués en tant que titulaire : but (csc) : but contre son camp : passe décisive : joueur entré : joueur remplacé : capitaine : carton jaune : carton rouge |
| Thomas Lemar        | -        | -        | 90       | -        | -        | -        | -        | 90       | -           | -              | 1        | 1        | Abréviations et symboles : TT : Total de minutes jouées MJ : Nombre de matchs joués MT : Matchs joués en tant que titulaire : but (csc) : but contre son camp : passe décisive : joueur entré : joueur remplacé : capitaine : carton jaune : carton rouge |
| Ousmane Dembélé     | 70       | 15       | 78       | -        | 2        | -        | -        | 165      | -           | -              | 4        | 2        | Abréviations et symboles : TT : Total de minutes jouées MJ : Nombre de matchs joués MT : Matchs joués en tant que titulaire : but (csc) : but contre son camp : passe décisive : joueur entré : joueur remplacé : capitaine : carton jaune : carton rouge |
| Florian Thauvin     | -        | -        | -        | 1        | -        | -        | -        | 1        | -           | -              | 1        | -        | Abréviations et symboles : TT : Total de minutes jouées MJ : Nombre de matchs joués MT : Matchs joués en tant que titulaire : but (csc) : but contre son camp : passe décisive : joueur entré : joueur remplacé : capitaine : carton jaune : carton rouge |
| Olivier Giroud      | 20       | 90       | 90       | 90       | 90       | 85       | 81       | 546      | -           | 1              | 7        | 6        | Abréviations et symboles : TT : Total de minutes jouées MJ : Nombre de matchs joués MT : Matchs joués en tant que titulaire : but (csc) : but contre son camp : passe décisive : joueur entré : joueur remplacé : capitaine : carton jaune : carton rouge |
| Antoine Griezmann   | 70       | 80       | 68       | 83       | 89       | 90       | 90       | 570      | 4           | 2              | 7        | 7        | Abréviations et symboles : TT : Total de minutes jouées MJ : Nombre de matchs joués MT : Matchs joués en tant que titulaire : but (csc) : but contre son camp : passe décisive : joueur entré : joueur remplacé : capitaine : carton jaune : carton rouge |
| Nabil Fekir         | 20       | 10       | 22       | 7        | 1        | -        | 9        | 69       | -           | -              | 6        | -        | Abréviations et symboles : TT : Total de minutes jouées MJ : Nombre de matchs joués MT : Matchs joués en tant que titulaire : but (csc) : but contre son camp : passe décisive : joueur entré : joueur remplacé : capitaine : carton jaune : carton rouge |
| CSC                 |          |          |          |          |          |          |          |          |             |                |          |          | Abréviations et symboles : TT : Total de minutes jouées MJ : Nombre de matchs joués MT : Matchs joués en tant que titulaire : but (csc) : but contre son camp : passe décisive : joueur entré : joueur remplacé : capitaine : carton jaune : carton rouge |
| But contre son camp | 1 (csc)  | -        | -        | -        | -        | -        | 1 (csc)  | -        | 2           | -              | -        | -        | Abréviations et symboles : TT : Total de minutes jouées MJ : Nombre de matchs joués MT : Matchs joués en tant que titulaire : but (csc) : but contre son camp : passe décisive : joueur entré : joueur remplacé : capitaine : carton jaune : carton rouge |
| TOTAL               |          |          |          |          |          |          |          |          |             |                |          |          | Abréviations et symboles : TT : Total de minutes jouées MJ : Nombre de matchs joués MT : Matchs joués en tant que titulaire : but (csc) : but contre son camp : passe décisive : joueur entré : joueur remplacé : capitaine : carton jaune : carton rouge |
| Équipe de France    | 90       | 90       | 90       | 90       | 90       | 90       | 90       | 630      | 14          | 6              | 7        | -        | Abréviations et symboles : TT : Total de minutes jouées MJ : Nombre de matchs joués MT : Matchs joués en tant que titulaire : but (csc) : but contre son camp : passe décisive : joueur entré : joueur remplacé : capitaine : carton jaune : carton rouge |

| Buts    | Joueurs           | Adversaires                            |
| ------- | ----------------- | -------------------------------------- |
| 4       | Antoine Griezmann | Australie, Argentine, Uruguay, Croatie |
| 4       | Kylian Mbappé     | Pérou, Argentine (2), Croatie          |
| 1       | Benjamin Pavard   | Argentine                              |
| 1       | Raphaël Varane    | Uruguay                                |
| 1       | Samuel Umtiti     | Belgique                               |
| 1       | Paul Pogba        | Croatie                                |
| 2 (csc) | Aziz Behich       | Australie                              |
| 2 (csc) | Mario Mandžukić   | Croatie                                |
| TOTAL   | 14 BUTS           | 14 BUTS                                |

| Passes | Joueurs            | Adversaires        |
| ------ | ------------------ | ------------------ |
| 2      | Lucas Hernandez    | Argentine, Croatie |
| 2      | Antoine Griezmann  | Uruguay, Belgique  |
| 1      | Olivier Giroud     | Argentine          |
| 1      | Corentin Tolisso   | Uruguay            |
| TOTAL  | 6 PASSES DÉCISIVES | 6 PASSES DÉCISIVES |

## Épilogue

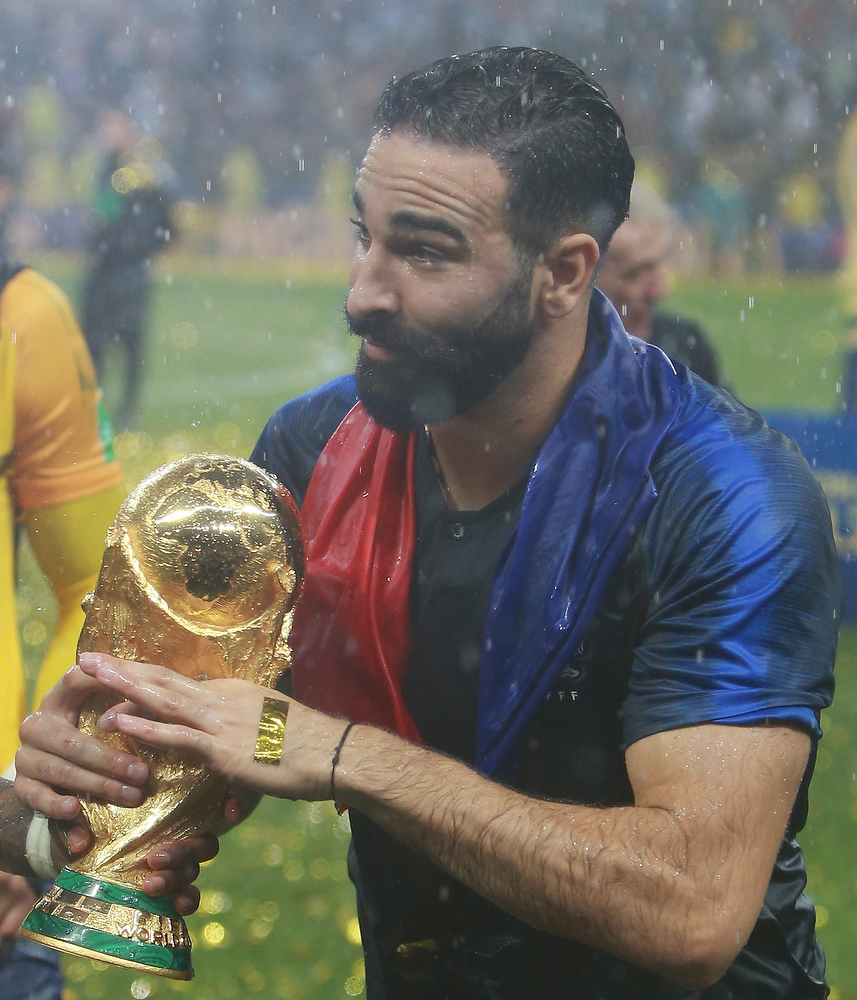
Adil Rami, le 15 juillet 2018.

Comme le crâne de Fabien Barthez qui était embrassé avant chaque match par Laurent Blanc à la Coupe du monde de 1998, c'est la moustache d'Adil Rami qui est touchée par ses coéquipiers avant chaque match.
Au lendemain de la victoire, les Bleus descendent l'avenue des Champs-Élysées à bord d'un bus à impériale découvert devant plusieurs dizaines de milliers de personnes, mais à une vitesse (douze minutes en tout) jugée beaucoup trop rapide, y compris par les joueurs. Enfin, des centaines de supporters attendent, en vain devant l’hôtel de Crillon, de voir la Coupe du monde lundi soir. Cette célébration du lendemain sera considérée comme un « fiasco ». Le 9 septembre, à l'occasion du premier match à domicile de la Ligue des nations 2018-2019 contre les Pays-Bas (remporté par la France sur le score de 2 buts à 1), la Fédération organise une cérémonie avec les Bleus et leur encadrement où ils sont fêtés par les 80 000 spectateurs du Stade de France, présentent le trophée et effectuent un tour d'honneur festif.

## Audiences
| Match              | Adversaire | Date et heure française         | Audiences                         | Part de marché | Chaîne               | Réf.   |
| ------------------ | ---------- | ------------------------------- | --------------------------------- | -------------- | -------------------- | ------ |
| Premier tour       | Australie  | Samedi 16 juin 2018 à 12 h      | 12,59 millions de téléspectateurs | 69 %           | TF1 et Bein Sports 1 | [ 28 ] |
| Premier tour       | Pérou      | Jeudi 21 juin 2018 à 17 h       | 10,72 millions de téléspectateurs | 65,9 %         | TF1 et Bein Sports 1 | [ 29 ] |
| Premier tour       | Danemark   | Mardi 25 juin 2018 à 16 h       | 8,7 millions de téléspectateurs   | 65,1 %         | TF1 et Bein Sports 1 | [ 30 ] |
| Huitième de finale | Argentine  | Samedi 30 juin 2018 à 16 h      | 12,5 millions de téléspectateurs  | 72 %           | TF1 et Bein Sports 1 | [ 31 ] |
| Quart de finale    | Uruguay    | Vendredi 6 juillet 2018 à 16 h  | 12,9 millions de téléspectateurs  | 76 %           | TF1 et Bein Sports 1 | [ 32 ] |
| Demi-finale        | Belgique   | Mardi 10 juillet 2018 à 20 h    | 19,1 millions de téléspectateurs  | 70,5 %         | TF1 et Bein Sports 1 | [ 33 ] |
| Finale             | Croatie    | Dimanche 15 juillet 2018 à 17 h | 19,3 millions de téléspectateurs  | 82 %           | TF1 et Bein Sports 1 | [ 34 ] |